# 白萩村
白萩村（しらはぎむら）は、かつて富山県中新川郡にあった村。
村名は、早月川の源流である白萩川の名にちなみ説と、当地域に自生していた白い萩にちなむという説がある。

## 沿革
- 1889年（明治22年）4月1日 - 町村制の施行により、上新川郡湯神子村、眼目新村、湯神子野村、堤谷村、須山村、西種村、極楽寺村、東種村、釈泉寺村、稲村、千石村、伊折村、蓬沢村、折戸村、早月中村、早月下田村及び湯崎野村の区域をもって、上新川郡白萩村が発足する。
- 1896年（明治29年）3月29日 - 郡制の施行のため、上新川郡の区域から分立して、中新川郡が発足により、中新川郡に所属となる。
- 1954年（昭和29年）5月10日 - 中新川郡上市町に編入する。

## 歴代村長
出典→
- 初代：藤田作（1889年 - 1892年）
- 2 - 4代：樋口久一郎（1892年 - 1901年）
- 5代：堀田藤十郎（1901年 - 1902年10月8日）
- 6代：酒井信行（1902年10月9日 - 1902年10月18日）

1902年10月22日 - 1903年2月26日、中新川郡書記の事務管掌（山瀬竜一）
1902年11月27日 - 1903年4月14日、伊藤刑部が臨時代行
- 7、8：樋口久一郎（1903年4月15日 - 1908年3月26日）

1908年3月27日 - 1909年2月26日は助役が代行
- 9代目：藤田作隆（1909年11月27日 - 1913年1月27日）
- 10代目：星野覚平（1913年2月1日 - 1914年4月11日）
- 11 -16代目：藤田義為（1914年4月14日 - 1934年10月16日）
- 17代：横田準三（1934年11月19日 - 1935年2月28日、事務管掌）
- 18代：早川直次郎（1935年3月1日 - 1937年2月15日）
- 19代：菅沼清治（1937年3月5日 - 1938年6月8日）
- 20代：村上松太郎（1937年6月25日 - 1946年11月30日）
- 21、22代：山本健次郎（1947年4月8日 - 1952年4月14日、これより公選）
- 23代：山村久一（1952年5月25日 - 1954年3月）

1954年4月まで書記職務が村長を代理。